# کالیکاباری جنوبی
کالیکاباری جنوبی (به لاتین: South Kalikabari) یک منطقهٔ مسکونی در بنگلادش است که در ناحیه برگونه واقع شده‌است.